# Чудинова, Александра Дмитриевна
Александра Дмитриевна Чуди́нова (1896 — 1971) — советская театральная актриса, педагог. народная артистка РСФСР (1950).

## Биография
Родилась 24 февраля (7) марта 1896 года на станции Синельниково (ныне город, Днепропетровская область, Украина) в семье рабочего (по другим источникам настоящая фамилия актрисы — Терлецкая. Родилась в дворянской семье). С детства хотела стать артисткой. С 1919 выступала в самодеятельном театре суконной фабрики Луганска. В 1922 году окончила Харьковскую театральную школу (в 1937 году преобразована в театральный институт, в настоящее время Харьковский национальный университет искусств имени И. П. Котляревского).
После окончания театральной школы выступала в русском театре «Шахтёрка Донбасса» (ныне Николаевский художественный русский драматический театр, Луганск), затем играла в театрах Харькова, Днепропетровска, Николаева, Херсона.
В 1935—1965 годах была актрисой Ярославского драматического театра имени Ф. Г. Волкова, в котором сыграла более 60 ролей. Вела педагогическую работу в студии театра.
Во время Великой Отечественной войны участвовала в шефских концертах для солдат и офицеров Советской армии. С 1942 года была председателем Ярославского отделения ВТО. С 1945 года избиралась членом Пленума, а потом членом президиума ВТО. В 1947—1958 годах была депутатом областного Совета депутатов трудящихся.
Умерла 20 ноября 1971 года, похоронена в Ярославле на Воинском мемориальном кладбище.

### Семья
- муж — актёр Григорий Семёнович Свободин (1882—1971), заслуженный артист УССР, актёр Ярославского драматического театра имени Ф. Г. Волкова.

## Награды и премии
- заслуженная артистка РСФСР (1942).
- медаль «За доблестный труд в Великой Отечественной войне 1941—1945 гг.» (1945).
- орден Трудового Красного Знамени (11.7.1950)[2].
- Сталинская премия третьей степени (1949) — за роль Ганны Лихты в спектакле «Заговор обречённых» Н. Е. Вирты.
- народная артистка РСФСР (11.7.1950).

## Работы в театре
- 1935—1936
  - «Платон Кречет» А. Е. Корнейчука — Лида
  - «Доходное место» А. Н. Островского — Вышневская
  - «Отелло» Шекспира — Эмилия
  - «Гибель эскадры» А. Е. Корнейчука — Оксана
  - «Маскарад» М. Ю. Лермонтова — Нина
- 1936—1937
  - «Дети солнца» М. Горького — Елена Николаевна
  - «Без вины виноватые» А. Н. Островского — Кручинина
  - «Бесприданница» А. Н. Островского — Лариса
  - «Банкир» А. Е. Корнейчука — Тайча
  - «Любовь Яровая» К. А. Тренёва — Панова
- 1937—1938
  - «Оптимистическая трагедия» В. В. Вишневского — Комиссар
  - «Гроза» А. Н. Островского — Катерина
- 1938—1939
  - «Пётр I» А. Н. Толстого — Екатерина I
  - «Враги» М. Горького — Татьяна
  - «Последняя жертва» А. Н. Островского — Тугина
  - «Разлом» Б. А. Лавренёва — Татьяна
- 1939—1940
  - «Коварство и любовь» Ф. Шиллера — леди Мильфорд
  - «Нора» Г. Ибсена — Нора
- 1940—1941
  - «Три сестры» А. П. Чехова — Маша
  - «Уриэль Акоста» К. Гуцкова — Юдифь
  - «Варвары» М. Горького — Монахова
  - «Провинциальная жизнь» О. де Бальзака — Флора Бразье
- 1941—1942
  - «Дама — невидимка» П. Кальдерона — донья Анхела
- 1942—1943
  - «Генерал Брусилов» И. Л. Сельвинского — Надежда Владимировна
  - «Волки и овцы» А. Н. Островского — Глафира
  - «Старик» М. Горького — Софья Марковна
  - «Русские люди» К. М. Симонова — Марья Николаевна
- 1943—1944
  - «Чудаки» М. Горького — Елена
- 1944—1945
  - «Много шума из ничего» Шекспира — Беатриче
- 1945—1946
  - «Под каштанами Праги» К. М. Симонова — Божена
- 1946—1947
  - «Дядя Ваня» А. П. Чехова — Елена Андреевна
  - «Молодая гвардия» А. А. Фадеева — Кошевая
- 1947—1948
  - «Горе от ума» А. С. Грибоедова — Горич
  - «Победители» Б. Ф. Чирскова — Лиза
  - «Глубокие корни» Д. Гоу и А. Д. Юссо — Лэнгдон
  - «Великая сила» Б. С. Ромашова — Лаврова
- 1948—1949
  - «Последние» М. Горького — Софья
  - «Мачеха» О. Де Бальзака — Гертруда
  - «Заговор обречённых» Н. Е. Вирты — Ганна Лихта
- 1949—1950
  - «Московский характер» А. В. Софронова — Полозова
  - «Кандидат партии» А. А. Крона — Частухина
  - «Егор Булычёв и другие» М. Горького — Глафира
  - «Вишнёвый сад» А. П. Чехова — Раневская
- 1950—1951
  - «Семья» И. Ф. Попова — Мария Александровна Ульянова
  - «Битва за жизнь» М. Волина и Е. Шатрова — Марселина Помье
- 1951—1952
  - «Вей, ветерок!» Я. Райниса — Мать
  - «Без вины виноватые» А. Н. Островского — Кручинина
  - «Ревизор» Н. В. Гоголя — Анна Андреевна
- 1953—1954
  - «Сомов и другие» М. Горького — Анна
  - «Третья молодость» бр. Тур — Снежинская
- 1953—1954
  - «Огненный мост» Б. С. Ромашова — Ксения Михайловна
  - «Эмилия Галотти» Г. Лессинга — Клавдия
  - «Чайка» А. П. Чехова — Аркадина
  - «Дочь прокурора» Ю. Яновского — Галина Аркадьевна
- 1954—1955
  - «Порт -Артур» по А. Степанову — Вера Алексеевна
  - «Бешеные деньги» А. Н. Островского — Чебоксарова
  - «Пролитая чаша» А. Глобы — Цу
- 1955—1956
  - «Филумена Мартурано» Э. де Филиппо — Филумена
  - «Персональное дело» А. П. Штейна — Малютина
- 1956—1957
  - «Дворянское гнездо» И. С. Тургенева — Марфа Тимофеевна
  - «Деревья умирают стоя» А. Касоны — Бабушка
  - «Вечный источник» Н. Ф. Погодина — Марфа Плаксиха
- 1957—1958
  - «Разлом» Б. А. Лавренева — Берсенева
  - «В поисках радости» В. С. Розова — Савина
  - «Бесприданница» А. Н. Островского — Огудалова
  - «Кресло № 16» Д. Угрюмова — Бережкова
- 1958—1959
  - «Блудный сын» А. Раннет — Леена Туйск
  - «Такая любовь» П. Когоута — мать Стибора
- 1959—1960
  - «Привидения» Г. Ибсена — фру Алвинг
- 1960—1961
  - «Кредит у нибелунгов» Ф. Куна — Марион Дальберг
  - «Остров Афродиты» Парнис — Глория Паттерсон
- 1961—1962
  - «Хозяева жизни» Ю. П. Чепурина — Мария Кузьминична
- 1962—1963
  - «Хочу верить» И. Голосовского — мать Алексея
- 1963—1964
  - «Фёдор Волков» Н. Севера — императрица Елизавета
  - «На всякого мудреца довольно простоты» А. Островского — Турусина